# أولاد أمرابط
أولاد أمرابط (بالإنجليزية: OULAD M'RABET)‏ هي جماعة قروية تابعة لإقليم الصويرة ضمن جهة مراكش - تانسيفت - الحوز بالمغرب. بلغ مجموع عدد سكان أولاد أمرابط  حسب إحصاءات 2004 حوالي 3878 نسمة يعيشون في 651 أسرة.